# Calliactis annulata
Calliactis annulata är en havsanemonart som beskrevs av Oscar Henrik Carlgren 1922. Calliactis annulata ingår i släktet Calliactis och familjen Hormathiidae. Inga underarter finns listade i Catalogue of Life.